# 914 هـ
914 هـ هي سنة في التقويم الهجري امتدت مقابلةً في التقويم الميلادي بين سنتي 1508 و1509.

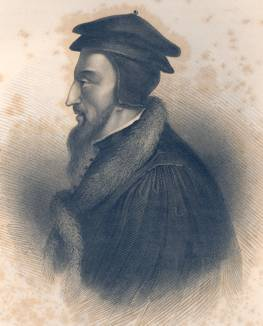
جان كالفن

## مواليد
- جان كالفن